# Юлій Цезар (трагедія)
«Ю́лій Це́зар» (англ. Julius Caesar) — трагедія англійського письменника Вільяма Шекспіра (1599), яка зображує змову проти Юлія Цезаря та його вбивство Брутом; у ній діє також велика кількість історичних персонажів того часу.
П'єса Вільяма Шекспіра, що стала однією з трьох прем'єр першого театрального сезону в «Глобусі» у 1599 році.
Хоча титульний персонаж — Цезар, він не відіграє великої ролі в п'єсі, з'являється лише декілька разів й гине на початку третьої дії. Центральною особою є Брут, в якому борються такі почуття, як честь, патріотизм та дружба. Серед відомих цитат з трагедії — передсмертні слова Цезара «Et tu, Brute» (в античних джерелах вони подаються інакше), а також монолог Антонія «Friends, Romans, countrymen, lend me your ears…»
У п'єсі доволі багато анахронізмів. Герої носять капелюхи та використовують годинники з боєм, які не існували в давньому Римі.
Безпосереднім продовженням «Юлія Цезара» є трагедія «Антоній та Клеопатра».

## Дійові особи

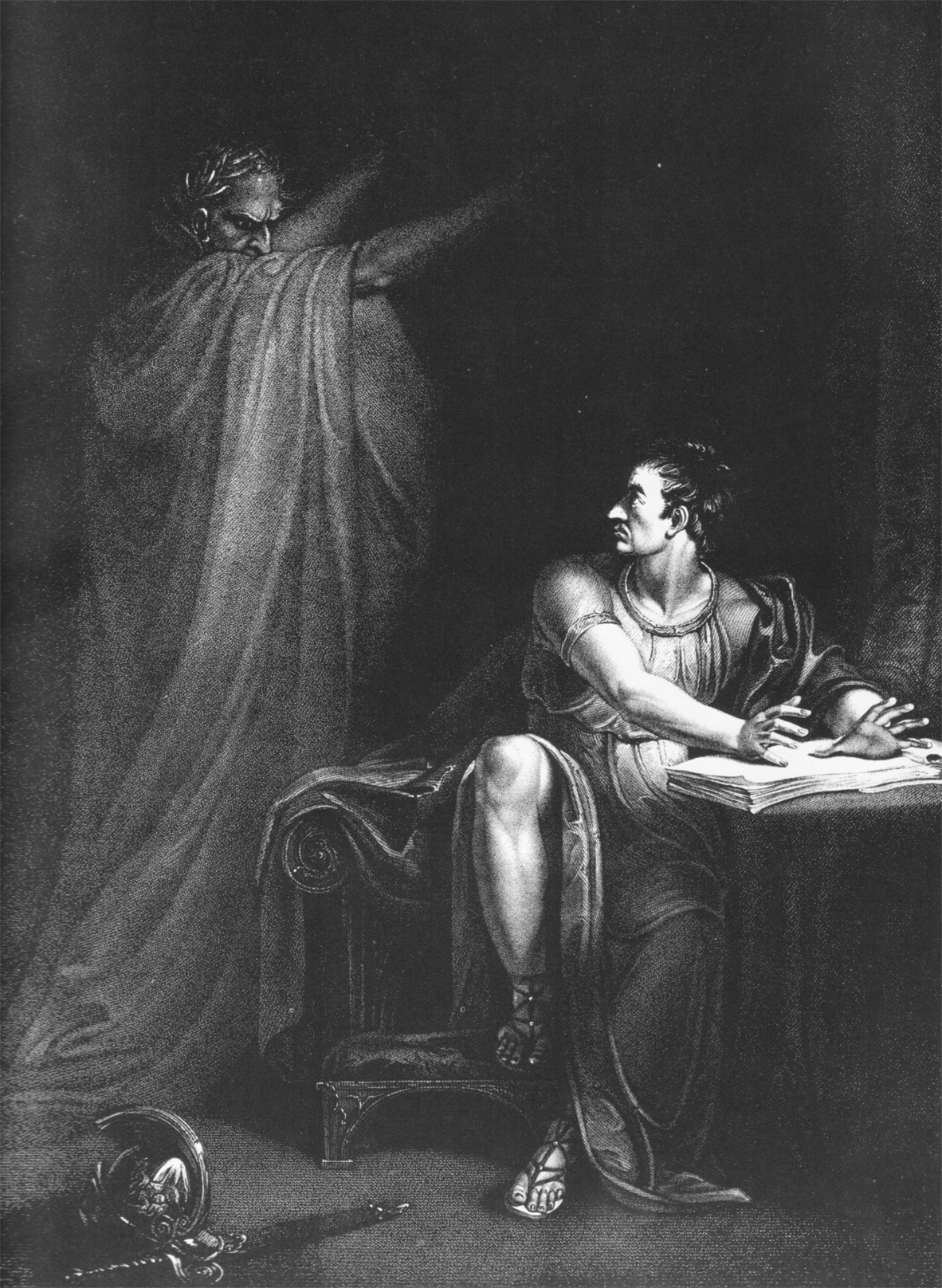
Брут та тінь Цезаря. Ілюстрація 1802 р.

- Юлій Цезар
- Октавій Цезар — тріумвір після смерті Юлія Цезара.
- Марк Антоній — тріумвір після смерті Юлія Цезара.
- Марк Емілій Лепід — тріумвір після смерті Юлія Цезара.
- Цицерон — сенатор
- Публій — сенатор
- Попілій Лєна — сенатор
- Марк Брут — учасник змови проти Юлія Цезара.
- Кассій — учасник змови проти Юлія Цезара.
- Каска — учасник змови проти Юлія Цезара.
- Требоній — учасник змови проти Юлія Цезара.
- Діґарій — учасник змови проти Юлія Цезара.
- Децій Брут — учасник змови проти Юлія Цезара.
- Метелл Цімбр — учасник змови проти Юлія Цезара.
- Цінна — учасник змови проти Юлія Цезара.
- Марулл — трибун.
- Флавій — трибун.
- Артемідор Кнідський — вчитель красномовства.
- Оракул.
- Цінна, поет
- Інший поет.
- Люцілій — прихильник Брута та Касія.
- Тітіній — прихильник Брута та Кассія.
- Мессала — прихильник Брута та Кассія.
- Молодий Катон — прихильник Брута та Кассія.
- Волумній — прихильник Брута та Кассія.
- Варрон — слуга Брута.
- Кліт — слуга Брута.
- Клавдій — слуга Брута.
- Стратон — слуга Брута.
- Люцій — слуга Брута.
- Дарданій — слуга Брута.
- Піндар — слуга Кассія.
- Кальпурнія — дружина Цезара.
- Порція — дружина Брута.
- Сенатори, громадяни, вартові, слуги та інші.

Місце дії: Рим; околиці Сард; околиці Філіпп.

## Українські переклади
Перший переклад «Юлія Цезаря» українською мовою зробив Пантелеймон Куліш у 1886 році, книгу з передмовою Івана Франка було видано в 1900 році у Львові.. Наступний переклад зробив Василь Мисик для повного зібрання творів Шекспіра у 6-ти томах видавництва «Дніпро».